# Огненный лис
«Огненный лис» (англ. Firefox) — американский кинофильм в жанре боевика — шпионского триллера, экранизация одноимённого романа Крейга Томаса. Режиссёр, продюсер и исполнитель главной роли — Клинт Иствуд.

## Сюжет
1982 год, разгар холодной войны. Британская разведка узнаёт о том, что в СССР создан новейший боевой самолёт — МиГ-31 Firefox. Два прототипа проходят испытания на секретной авиабазе в глубине страны. Новый самолёт, способный летать со скоростью в шесть раз быстрее звука, практически невидим для радаров, а его оружие управляется импульсами мозга — буквально «мыслями» — пилота, при одном условии: пилот должен думать по-русски.
Совместная британско-американская операция по захвату «Огненного лиса» начинается с выбора пилота-угонщика, свободно владеющего русским и достаточно безрассудного, чтобы попытаться угнать незнакомую машину прямо из заводского ангара. Не без труда, но удаётся уговорить ветерана Вьетнамской войны Митчелла Ганта (Иствуд). Под личиной реально существующего коммерсанта, который становится жертвой игры разведок, Гант прилетает в Москву, встречается с местным связным-диссидентом и отправляется в путь на восток. Тело коммерсанта вскоре обнаруживается, и КГБ начинает поиски агента-двойника, не догадываясь о его истинной цели.
Ганту удаётся проникнуть на базу, отвлечь внимание охраны и подняться в небо, но на земле остаётся второй МиГ-31 Огненный лис.

## В ролях
- Клинт Иствуд — Митчелл Гант
- Фредди Джонс — Кеннет Обри
- Уоррен Кларк — Павел Упенской
- Рональд Лэйси — Максим Ильич Семеловский
- Кеннет Колли — полковник Контарский
- Клаус Лёвич — генерал Владимиров
- Найджел Хаутхорн — Петр Баранович
- Стефан Шнабель — Генеральный секретарь
- Кай Вульф — Восков
- Димитра Арлисс — доктор Наталья Баранович
- Алан Тилверн — маршал авиации Кутузов
- Оливер Коттон — Дмитрий Прябин
- Хью Фрейзер — инспектор полиции Тортуев
- Барри Хогтон — Борис Глазунов
- Вольф Кахлер — председатель КГБ Андропов
- Юджин Липински — агент КГБ
- Джордж Правда — генерал Боров
- Джин Шерер — русский капитан
- Курт Лоуэнс — доктор Шуллер

## Рецензии
Писатель Говард Хьюз (англ. Howard Hughes) в своей книге про фильмы Клинта Иствуда дал Огненному лису отрицательный отзыв: «Посмотрите трейлер, прочитайте книгу, поиграйте в игру — просто избегайте фильма, это еще одна Санкция на пике Эйгера. Это меньше, чем „Огненный лис”, это скорее сырой пиропатрон или, в лучшем случае, тлеющая папироса.».
В обзоре Винсента Кэнби (англ. Vincent Canby) в The New York Times была сделана аналогичная оценка, в которой основное внимание уделялось тому, что Иствуд не контролировал сюжетную линию: «Огненный лис лишь немногим более тревожен, чем кажется правдоподобным. Это фильм о Джеймсе Бонде без девушек, фильм о Супермене без чувства юмора».
Роджер Эберт (англ. Roger Ebert) дал фильму три с половиной звезды из четырех, охарактеризовав его как «гладкий, мускулистый триллер, сочетающий шпионаж с научной фантастикой. Фильм работает как хорошо продуманная машина».
Тодд Маккарти (англ. Todd McCarthy) из Variety раскритиковал фильм как: «выгорание. Вялый, бесхарактерный и продолжительностью 137 минут как минимум на полчаса больше».
Джин Сискель (англ. Gene Siskel) из Чикаго Трибьюн дал фильму две с половиной звезды из четырех и написал, что он «в целом интересен», но «был бы намного интереснее, если бы Иствуд, работавший продюсером-режиссером, вырезал некоторые из кропотливой подготовки к финальной перестрелке. Вместо этого нас просят высидеть несколько скучных патчей, в которых он избегает обнаружения российскими сотрудниками службы безопасности, которые, кажется, говорят по-русски или по-английски, когда им нравится. Что неинтересно во всем этом, так это то, что мы знаем, что Клинт доберется до самолета. Итак, давайте продолжим».
Шейла Бенсон (англ. Sheila Benson) из Los Angeles Times назвала фильм «провисшим, слишком затянувшимся разочарованием, болтливым и медленным, чтобы зажечься. Это первый раз, когда режиссер Иствуд так плохо служил Иствуду, иконе актера, и это нервирует».
Гэри Арнольд (англ. Gary Arnold) из Washington Post написал: «Как преданные фанаты, так и нейтральные наблюдатели могут согласиться с тем, что Иствуд в данном случае выбрал особенно темную траекторию полета», назвав сюжет «надуманным» и выразив разочарование тем, что «Огненный лис не выглядит так грозно на экране. … Единственный спецэффект в полете, который будоражит воображение, — это параллельные водяные завесы, которые внезапно возникают вслед за самолетом, когда он несется над океаном».
Скотт Кэйн (англ. Scott Cain) в The Atlanta Constitution дал такую оценку фильму: «Звёздный режиссёр Клинт Иствуд расчерчивает шпионский триллер настолько чрезмерной сложности, что даже „Пять пальцев“ внезапно кажется простым. Но Клинт — прекрасный рассказчик, и Firefox обретает смысл, если присмотреться».